# كلود مارين
كلود مارين (بالفرنسية: Claude Marin)‏ هو فنان قصص مصورة فرنسي، ولد في 30 مارس 1931 في شاتيناي مالابري في فرنسا، وتوفي في 31 أغسطس 2001 في كلامار في فرنسا.